# 角平分線定理

内角平分線定理及逆定理：
外角平分線定理及逆定理：

（内）角平分線定理是一個平面幾何定理：三角形一角的内角平分線分割对边为两段，两段的长度之比等于两条邻边的长度之比。反过来，有（内）角平分线逆定理：把三角形一边分割为长度之比等于邻边长度之比的两段，则经过分割点与对角顶点的直线为对角的内角平分线。以上两条定理见于古希腊数学家欧几里得的《几何原本》，属于平面几何最基本的定理之列。
类似地，存在外角平分線定理和外角平分线逆定理。前者指的是：三角形一角的外角平分線与对边所在的直线相交，交点到对边上两顶点的距离之比等于两条邻边的长度之比。后者指的是：三角形一边的延长线上有一点到该边上两顶点的距离之比等于另外两边的长度之比，则经过该点与对角顶点的直线为对角的外角平分线。内、外角平分线定理（及逆定理），合称角平分線定理（及角平分线逆定理），又称角平分線性质。

## 历史
内角平分线定理及其逆定理出现在古希腊数学家欧几里得的《几何原本》的第六卷命题三。至于外角平分线定理及其逆定理，古希腊数学家帕普斯直接采纳了该命题的结论，但没有给出证明。近代苏格兰数学家罗伯特·西姆松将内、外角平分线定理视为两个命题，而英国数学家奥古斯塔斯·德摩根、苏联数学家德米特里·别列标尔金等则视二者为一统的角平分线定理。

## 證明
内、外角平分线定理及逆定理均有多种证明方法。以下列出欧几里得《几何原本》采用的思路，以及将该思路推广至外角平分线的证法。

### 内角平分線

在 {\displaystyle \triangle ABC} 中，在 {\displaystyle BC} 边上任取一点 {\displaystyle D} 。过点 {\displaystyle C} 做 {\displaystyle AD} 的平行线，与 {\displaystyle {\overline {BA}}} 的延长线相交于点 {\displaystyle E} 。
{\displaystyle \angle BAD=\angle AEC}
{\displaystyle \angle CAD=\angle ACE}
{\displaystyle \triangle DBA} {\displaystyle {\color {Blue}\sim }} {\displaystyle \triangle CBE}{\displaystyle \;\Rightarrow \;}{\displaystyle {DB \over DC}={AB \over AE}}
證内角平分线定理
{\displaystyle \angle BAD=\angle CAD}{\displaystyle \;\Rightarrow \;}{\displaystyle \angle AEC=\angle ACE}{\displaystyle \;\Rightarrow \;}{\displaystyle \triangle ACE} 为等腰三角形{\displaystyle \;\Rightarrow \;}{\displaystyle AC=AE}{\displaystyle \;\Rightarrow \;}{\displaystyle {DB \over DC}={AB \over AE}={AB \over AC}}
證内角平分线逆定理
{\displaystyle AC={AB\cdot DC \over DB}=AE}{\displaystyle \;\Rightarrow \;}{\displaystyle \triangle ACE} 为等腰三角形{\displaystyle \;\Rightarrow \;}{\displaystyle \angle AEC=\angle ACE}{\displaystyle \;\Rightarrow \;}{\displaystyle \angle BAD=\angle CAD}

### 外角平分線

在 {\displaystyle \triangle ABC} 中，令 {\displaystyle AB>AC} 。在 {\displaystyle {\overline {BC}}} 的延长线上取一点 {\displaystyle D} 。过点 {\displaystyle C} 做 {\displaystyle AD} 的平行线，与 {\displaystyle BA} 边相交于点 {\displaystyle E} 。在 {\displaystyle BA} 的延长线上任取一点 {\displaystyle F} 。
{\displaystyle \angle FAD=\angle AEC}
{\displaystyle \angle CAD=\angle ACE}
{\displaystyle \triangle DBA\sim \triangle CBE}{\displaystyle \;\Rightarrow \;}{\displaystyle {DB \over DC}={AB \over AE}}
證外角平分线定理
易证得，三角形外角平分线与对边直线的交点，必定落在较短的邻边的一侧。
{\displaystyle \angle FAD=\angle CAD}{\displaystyle \;\Rightarrow \;}{\displaystyle \angle AEC=\angle ACE}{\displaystyle \;\Rightarrow \;}{\displaystyle \triangle ACE} 为等腰三角形{\displaystyle \;\Rightarrow \;}{\displaystyle AC=AE}{\displaystyle \;\Rightarrow \;}{\displaystyle {DB \over DC}={AB \over AE}={AB \over AC}}
證外角平分线逆定理
易证得，三角形一边所在直线上符合要求的点，必定落在较短的邻边的一侧。
{\displaystyle AC={AB\cdot DC \over DB}=AE}{\displaystyle \;\Rightarrow \;}{\displaystyle \triangle ACE} 为等腰三角形{\displaystyle \;\Rightarrow \;}{\displaystyle \angle AEC=\angle ACE}{\displaystyle \;\Rightarrow \;}{\displaystyle \angle FAD=\angle CAD}

## 应用
角平分线性质有广泛的应用。其中一个关系相当紧密的应用是，证明平面上到两定点的距离之比为定值（不等于1）的点的轨迹是一个圆。该圆即阿波罗尼奥斯圆。